# 第57回日本ラグビーフットボール選手権大会
第57回日本ラグビーフットボール選手権大会は2020年5月23日と5月30日に行われる予定である大会だった。

## 大会日程[1]
- 準決勝: 5月23日
- 決勝: 5月30日

## 出場チーム[1]
ジャパンラグビートップリーグ2019-2020の上位4チーム
- 新型コロナウイルス感染症の流行 (2019年-)により、続行不可能となったため。結果的にはトップリーグも打ち切り、プレーオフも行わないことから、選手権預かりとなった。

## 試合会場[1]
- 東大阪市花園ラグビー場: 準決勝第1試合
- 秩父宮ラグビー場: 準決勝第2試合と決勝